# Serge Mangin
Pour les articles homonymes, voir Mangin.
Serge Mangin, né en 1947 à Paris est un sculpteur français ayant servi à la Légion étrangère. Il vit à Munich.

## Biographie
Serge Mangin a émigré en Allemagne en 1970 où il était élève d'Anton Rückel. Il a réalisé beaucoup de sculptures de personnes de renom : Ernst Jünger, Hans Küng, Luciano Pavarotti, Helmut Kohl, Mikhaïl Gorbatchev, Henry Miller.

## Distinction
En 1995 Mangin est nommé chevalier de l'ordre des Arts et des Lettres.